# Icing

Om pucken skjuts mot kortsidan förbi förlängd mållinje. Exempel "A" är inte icing. Exempel "B" är icing, förutsatt att "B" utförs av lag som inte befinner sig i numerärt underläge.

Icing är en regel i ishockey som avgör om spelet skall blåsas av eller ej då ett lag slår pucken från egen planhalva, förbi den röda mittlinjen och förbi motståndarnas förlängda mållinje.
Icing infördes under 1930-talet för att förhindra att lag som tagit ledningen i matchen enbart inriktade sig på försvarsspel genom att slå iväg pucken för att få speltiden att gå. Under 1980- och 90-talen krävdes att en försvarande utespelare var först att vidröra pucken efter att den passerat den förlängda mållinjen för att icing skulle dömas.

## Utförlig beskrivning av regeln
Den nuvarande regeln för icing lyder i sammandrag
- För användning av denna regel delar mittlinjen planen i två halvor. Punkten där laget, som innehar pucken, sist varit i kontakt med pucken skall användas för att avgöra om icing uppstått eller inte.

- Skulle någon spelare i ett lag, som är lika många eller numerärt flera än motståndaren, skjuta, slå eller returnera pucken från sin egen planhalva över motståndarnas förlängda mållinje, skall spelet stoppas för icing.

- Nedsläppet skall ske på den tekningspunkt, i det felande lagets försvarszon, som är närmast där de senast rörde pucken.

- Om spelet stoppas till följd av att ett lag spelat pucken till icing, får felande lag inte byta några spelare förrän spelet återupptagits.

Ingen icing skall dömas om:
- pucken går i mål – målet är godkänt,
- det felande laget är underlägset i spelarantal när pucken skjuts,
- pucken nuddar en motståndare, inklusive målvakten, innan den passerar den förlängda mållinjen,
- pucken går till icing direkt från en spelare som deltager i ett nedsläpp,
- enligt linjemannens bedömning, någon spelare i det andra laget, utom målvakten, kan spela pucken innan den passerar den förlängda mållinjen,
- Målvakten lämnar sitt målområde eller är utanför sitt målområde och rör sig i riktning mot pucken under en icingsituation,

eller
- Pucken vidrör stolpe eller ribba och fortsätter över mållinjen.